# Кубок ірландської ліги з футболу 2018
Кубок ірландської ліги 2018 — 45-й розіграш Кубка ірландської ліги. Титул здобув Деррі Сіті.

## Календар
| Раунд        | Дата                       | Матчі | Клуби   |
| ------------ | -------------------------- | ----- | ------- |
| Перший раунд | 12 березня - 9 квітня 2018 | 8     | 24 → 16 |
| 1/8 фіналу   | 2-24 квітня 2018           | 8     | 16 → 8  |
| 1/4 фіналу   | 7-8 травня 2018            | 4     | 8 → 4   |
| 1/2 фіналу   | 6 серпня 2018              | 2     | 4 → 2   |
| Фінал        | 16 вересня 2018            | 1     | 2 → 1   |

## Перший раунд
| Команда 1           | Рахунок      | Команда 2          |
| ------------------- | ------------ | ------------------ |
| 12 березня 2018     |              |                    |
| Фінн Гарпс          | 4:3          | Мейо Ліга (7)      |
| 13 березня 2018     |              |                    |
| Вексфорд Ютс (2)    | 0:0 пен. 7:8 | Ков Рамблерс (2)   |
| 19 березня 2018     |              |                    |
| Голвей Юнайтед (2)  | 1:0          | Кокгілл Селтік (3) |
| 26 березня 2018     |              |                    |
| Вотерфорд           | 4:1          | УКК (3)            |
| Богеміан            | 5:1          | Кабінтілі (2)      |
| Брей Вондерерз      | 0:3          | Шелбурн (2)        |
| 27 березня 2018     |              |                    |
| Атлон Таун (2)      | 0:2          | УКД (2)            |
| 9 квітня 2018       |              |                    |
| Дрогеда Юнайтед (2) | 3:2          | Сент-Мочтас (3)    |

## 1/8 фіналу
| Команда 1            | Рахунок      | Команда 2           |
| -------------------- | ------------ | ------------------- |
| 2 квітня 2018        |              |                     |
| Богеміан             | 2:2 пен. 5:3 | УКД (2)             |
| Голвей Юнайтед (2)   | 0:1          | Слайго Роверз       |
| Фінн Гарпс           | 1:2          | Деррі Сіті          |
| 9 квітня 2018        |              |                     |
| Лімерик              | 0:1          | Ков Рамблерс (2)    |
| Сент-Патрікс Атлетік | 4:4 пен. 7:8 | Дандолк             |
| 23 квітня 2018       |              |                     |
| Вотерфорд            | 1:1 пен. 5:3 | Корк Сіті           |
| 24 квітня 2018       |              |                     |
| Шелбурн (2)          | 7:2          | Дрогеда Юнайтед (2) |
| Шемрок Роверс        | 0:1          | Лонгфорд Таун       |

## 1/4 фіналу
| Команда 1        | Рахунок | Команда 2     |
| ---------------- | ------- | ------------- |
| 7 травня 2018    |         |               |
| Деррі Сіті       | 7:3     | Шелбурн (2)   |
| 8 травня 2018    |         |               |
| Ков Рамблерс (2) | 2:0     | Лонгфорд Таун |
| Дандолк          | 3:0     | Богеміан      |
| Слайго Роверз    | 1:0     | Вотерфорд     |

## 1/2 фіналу
| Команда 1        | Рахунок | Команда 2  |
| ---------------- | ------- | ---------- |
| 6 серпня 2018    |         |            |
| Слайго Роверз    | 0:1     | Деррі Сіті |
| Ков Рамблерс (2) | 1:0     | Дандолк    |

## Фінал
| 16 вересня 2018 18:00 (EEST) |

| Деррі Сіті                            | 3:1      | Ков Рамблерс (2) |
| ------------------------------------- | -------- | ---------------- |
| Гейл 23' Коул 54' Макенефф 72' (пен.) | Протокол | Галл 26'         |

| Брендівел, Деррі Арбітр: Бен Конноллі |